# Galet (mécanique)
Pour les articles homonymes, voir Galet (homonymie).

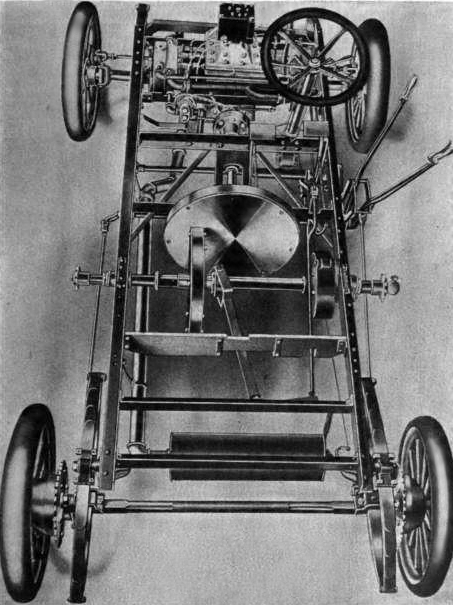
Transmission à galets d'une automobile Lambert (1906).

En construction mécanique, un galet est une petite roue cylindrique ou conique qui sert d'appui ou de guidage à une pièce mécanique mobile. Interposé entre deux pièces en mouvement relatif, le galet substitue ainsi le frottement de glissement par du frottement de roulement.

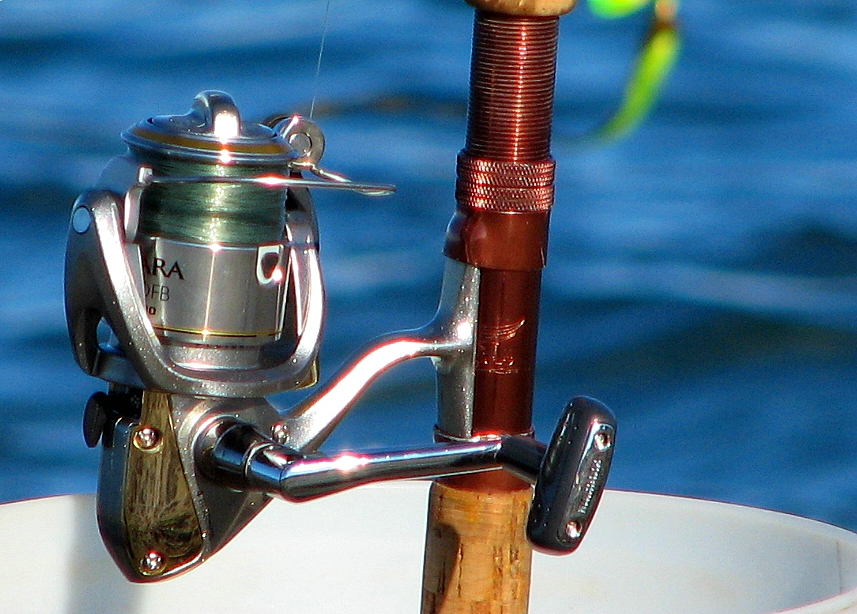
Moulinet d'une canne à pêche, le galet est la petite pièce métallique à son sommet à l'endroit où passe le fil.

En pêche, le galet est une pièce du moulinet à tambour fixe d'une canne à pêche sur laquelle passe le fil.
Un moteur à galet est un moteur à transmission du mouvement par contact et rotation.

## Galet de soutien
Un galet est dit « de soutien » ou « guide » lorsqu'il désigne la roue qui soutient et guide le brin supérieur de la chenille des chars.

## Galet porteur
Un galet est dit « porteur » lorsqu'il désigne la roue sur laquelle repose la chenille d'un engin chenillé.

## Galet tendeur
Un galet est dit « tendeur » lorsqu'il désigne la poulie d'un engin chenillé. Il permet d'avoir une tension équilibrée sur une courroie de distribution.